# Summorum pontificum
Summorum pontificum är ett apostoliskt brev i form av motu proprio, utfärdat den 7 juli 2007 av påve Benedictus XVI och giltigt från den 14 september 2007. Skrivelsen stadgar att den så kallade tridentinska riten, den gudstjänstform som i den katolska kyrkans latinska rit var allmän fram till Paulus VI:s liturgireform 1969/1970, åter är en integrerad del av det latinska gudstjänstlivet som en ”forma extraordinaria”, en extraordinarie form av den romerska riten.
Skrivelsen fastslår även att den äldre latinska liturgin aldrig upphävts och att den i kraft av sin ålder inte heller kan upphävas. Denna fråga har tidigare varit omstridd. Den äldre romerska riten, vilken de "traditionalistiska" katolikerna alltsedan 1969 verkat för att bevara, kommer inte längre att omges av restriktioner.

## Bakgrund
Påve Paulus VI, som 1969–1970 införde en ny liturgisk ordning (Paulus VI:s liturgi), tillät endast äldre präster att fira mässa enligt den äldre latinska riten. Detta ledde till missuppfattningen att den latinska kyrkans gamla liturgi avskaffats och förbjudits. År 1984 (i skrivelsen Quattuor Abhinc Annos) och 1988 (i skrivelsen Ecclesia Dei) gav Rom biskoparna tillstånd (indult) att medge firandet av den äldre latinska riten och uppmuntrade till ett generöst bruk av dessa indult. Emellertid tillämpades denna möjlighet med varierande grad av välvilja från biskoparnas sida. Med Summorum Pontificum upphörde behovet av att inhämta stiftsbiskopens tillstånd vad gäller ordensinstitut och privatmässor (Missa sine populo): varje präst kan själv fatta beslut i frågan. Vidare uppmanades prästerna att visas tillmötesgående mot de troende som anhåller om gudstjänster enligt den äldre romerska liturgin. Traditionalistiska katoliker betraktar det nya dokumentet som en framgång, då de alltid hävdat att den äldre romerska liturgin borde leva kvar.

## Innehåll
Den frihet som Summorum Pontificum stadgar om gäller bruket av den äldre romerska liturgin för
- mässan
- dopet
- konfirmationen
- bikten
- äktenskapet
- sista smörjelsen, även kallad de sjukas smörjelse

Skrivelsen lämnar även tillstånd för den latinska ritens präster att för sin dagliga, ålagda bön be tidegärden i äldre rit. 
Detta innebär i praktiken att Romersk-katolska kyrkans gudstjänstordning enligt romersk rit omfattar två former, dels Paulus VI:s 1969 införda ordning, dels den äldre ordningen, senast nyutgiven av Johannes XXIII, år 1962. I en intervju den 13 september 2007 framhöll den i Rom då högste ansvarige för tillämpningen av Summorum pontificum, kardinal Darío Castrillón Hoyos, att ingen äger rätt att åsidosätta det som stadgats i påvens skrivelse.